# Distrikt Los Aquijes
Der Distrikt Los Aquijes liegt in der Provinz Ica in der Region Ica im Südwesten von Peru. Der am 28. Dezember 1961 gegründete Distrikt hat eine Fläche von 90,92 km². Beim Zensus 2017 lebten 21.963 Einwohner im Distrikt. Im Jahr 1993 lag die Einwohnerzahl bei 11.176, im Jahr 2007 bei 16.298. Die Distriktverwaltung befindet sich in der 475 m hoch gelegenen Kleinstadt Los Aquijes mit 2918 Einwohnern (Stand 2017). Los Aquijes liegt 5,5 km südöstlich vom Stadtzentrum der Regions- und Provinzhauptstadt Ica, zu deren Ballungsraum die Stadt gehört.

## Geographische Lage
Der Distrikt Los Aquijes liegt im zentralen Nordosten der Provinz Ica. Die Längsausdehnung in Ost-West-Richtung beträgt 18 km. Im Westen fließt der Río Ica entlang der Distriktgrenze nach Süden. Der Distrikt erstreckt sich im Osten über ein Trockental, das von den Ausläufern der peruanischen Westkordillere im Norden, Osten und Süden eingefasst ist. Im Westen des Distrikts wird bewässerte Landwirtschaft betrieben.
Der Distrikt Los Aquijes grenzt im Westen an den Distrikt Ica, im Nordwesten an den Distrikt Parcona, im Norden an den Distrikt La Tinguiña, im Nordosten, Osten und Südosten an den Distrikt Yauca del Rosario sowie im Süden an den Distrikt Pueblo Nuevo. 